# Khevenhüller-Kaserne

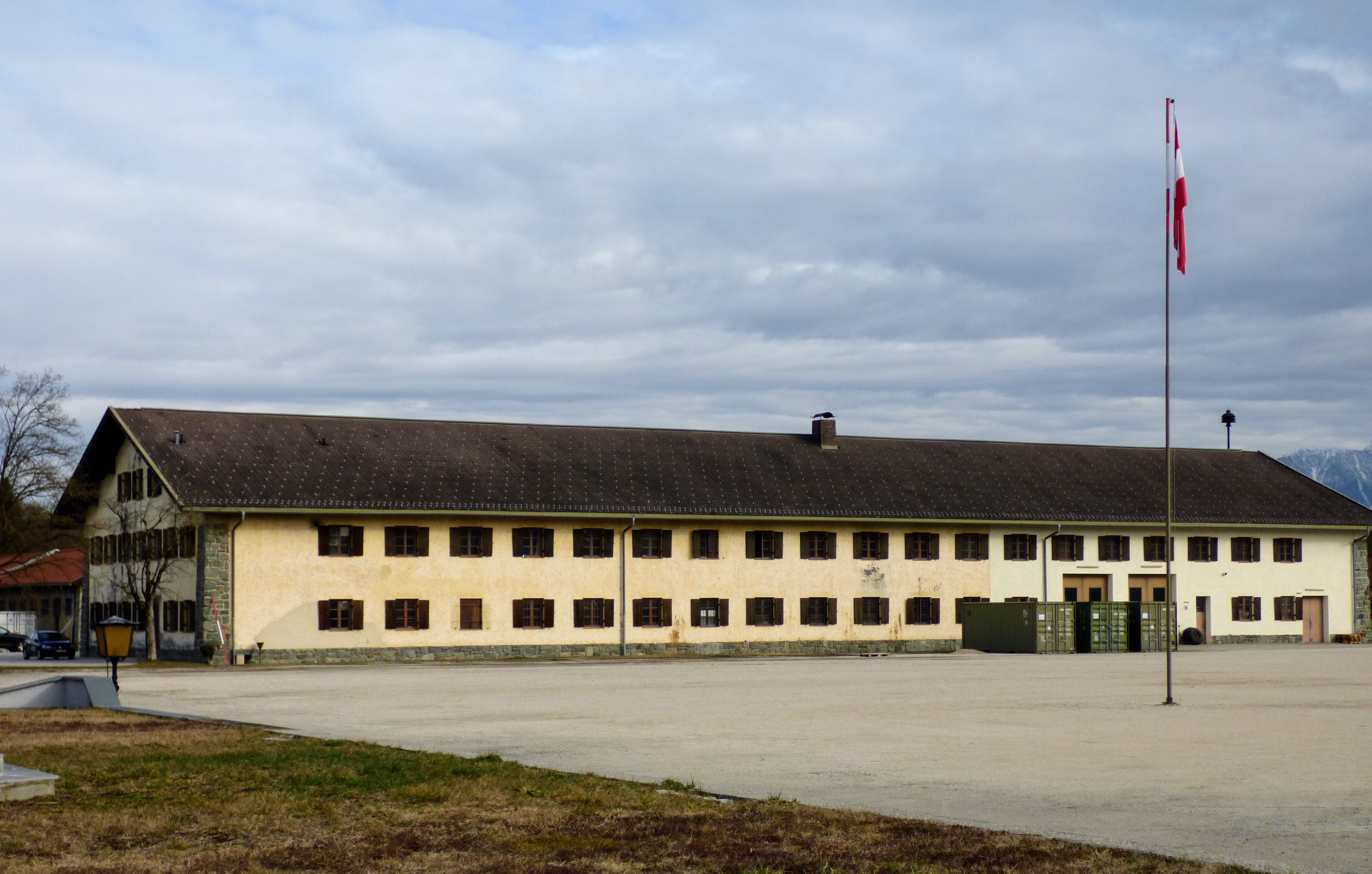
Wirtschaftsgebäude der Khevenhüller-Kaserne

Die Khevenhüller-Kaserne ist eine Kaserne des österreichischen Bundesheeres in Klagenfurt am Wörthersee in Kärnten. Die Kaserne ist nach Feldmarschall Ludwig Andreas von Khevenhüller benannt. Ende 2022 sind Teile des Jägerbataillon 25 in der Kaserne stationiert.

## Lage

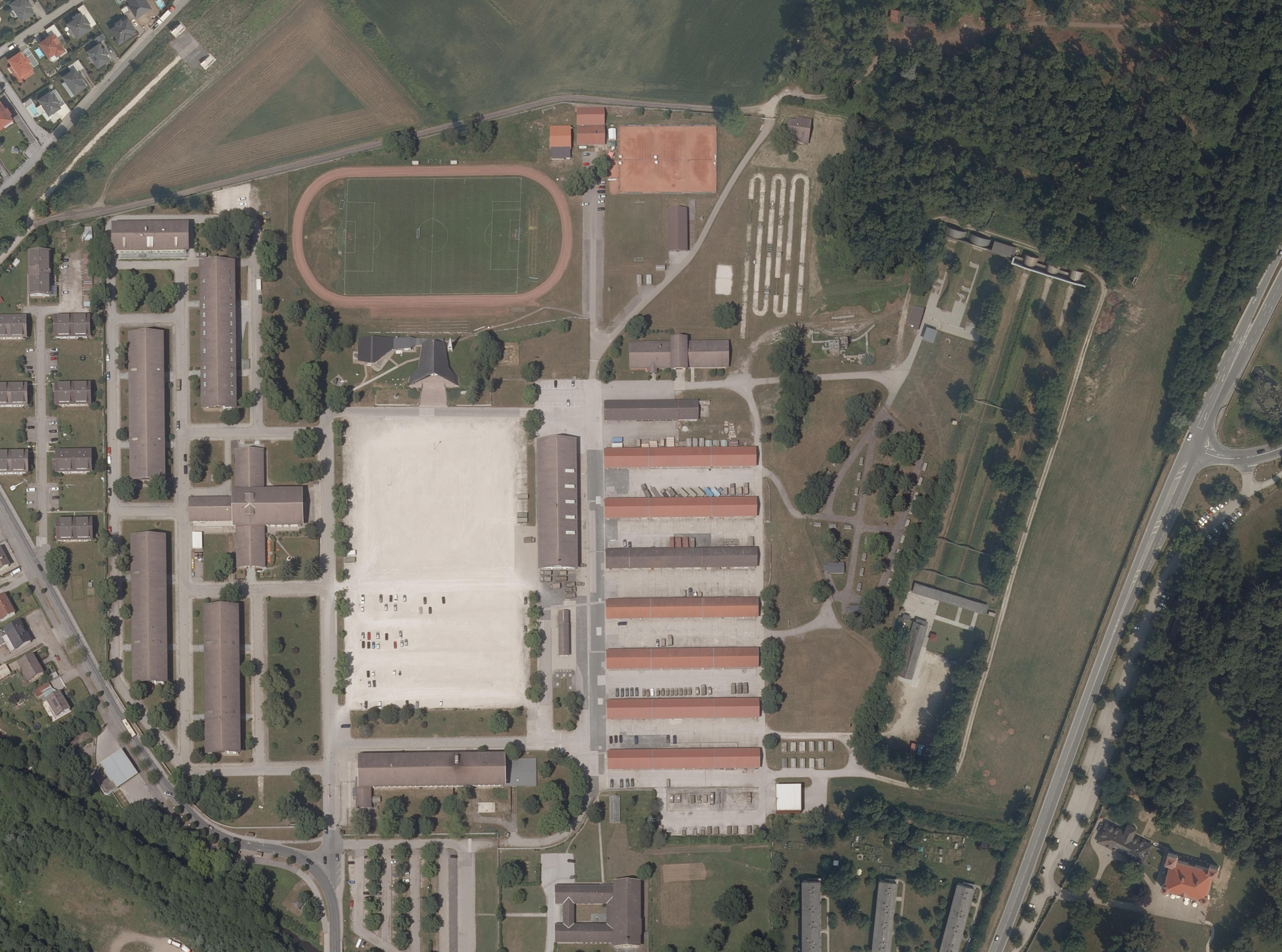
Luftbild der Khevenhüller-Kaserne

Die Khevenhüller-Kaserne befindet sich am nördlichen Stadtrand von Klagenfurt zwischen den Ortschaften Lendorf im Nordwesten und Tessendorf im Nordosten. Im Norden der Kaserne verlaufen die Süd Autobahn (A2) sowie die Turracher Straße (B95), wobei die Süd Autobahn die Kaserne auch noch im Westen umfasst. Im Osten grenzt die Kaserne direkt an die Kärntner Straße (B83).

## Geschichte

### Bis 1945
Das Areal der Kaserne wurde vor dem Zweiten Weltkrieg nach dem Anschluss Österreichs an das nationalsozialistische Deutsche Reich im Zuge der Aufrüstung und der Kriegsvorbereitungen als einer von drei Standorten für die SS-Leibstandarte „Der Führer“ geschaffen. Die anderen Standorte waren die heutigen Areale der Maria-Theresien-Kaserne in Wien sowie der Belgier-Kaserne in Graz. Der Bau der Kaserne erfolgte von 1939 bis 1941. Beim Bau wurde im südlichen Bereich der Kaserne ein eigenes Offizierscasino mit Festsaal errichtet. Zusätzlich zu den militärisch genutzten Gebäuden wurden in unmittelbarer Nachbarschaft Wohnhäusern für Unteroffiziere sowie Offizierswohnhäuser am südlich der Kaserne gelegenen Brehmsberg errichtet. Von ihrer Fertigstellung 1941 bis zum Ende des Krieges 1945 trug die Kaserne den Namen SS-Kaserne Lendorf.
1943 wurden kriegsbedingt die Kasernengebäude mit einem Tarnanstrich versehen sowie zwei Luftschutzstollen in den Brehmsberg getrieben. Beim Bau des Stollens kamen auch 130 Häftlinge des KZ Mauthausen zum Einsatz.
Im Krieg selbst wurde die Kaserne zur Ausbildung von Frontsoldaten genutzt und als Standort einer SS-Junkerschule verwendet.

### Nach 1945
Nach dem Ende des Zweiten Weltkrieges wurde die Kaserne von britischen Besatzungssoldaten verwendet. Nach dem Abzug der Besatzungstruppen wurde die Kaserne der B-Gendarmerie übergeben. 1956 wurde mit dem Feldjägerbataillon Nr. 25 der erste Verband des neugegründeten Bundesheeres einquartiert. 1945 wurde die Kaserne in Lendorf-Kaserne umbenannt, welchen Namen sie bis 1967 beibehielt.
1967 wurde die Kaserne erneut in Khevenhüller-Kaserne umbenannt.

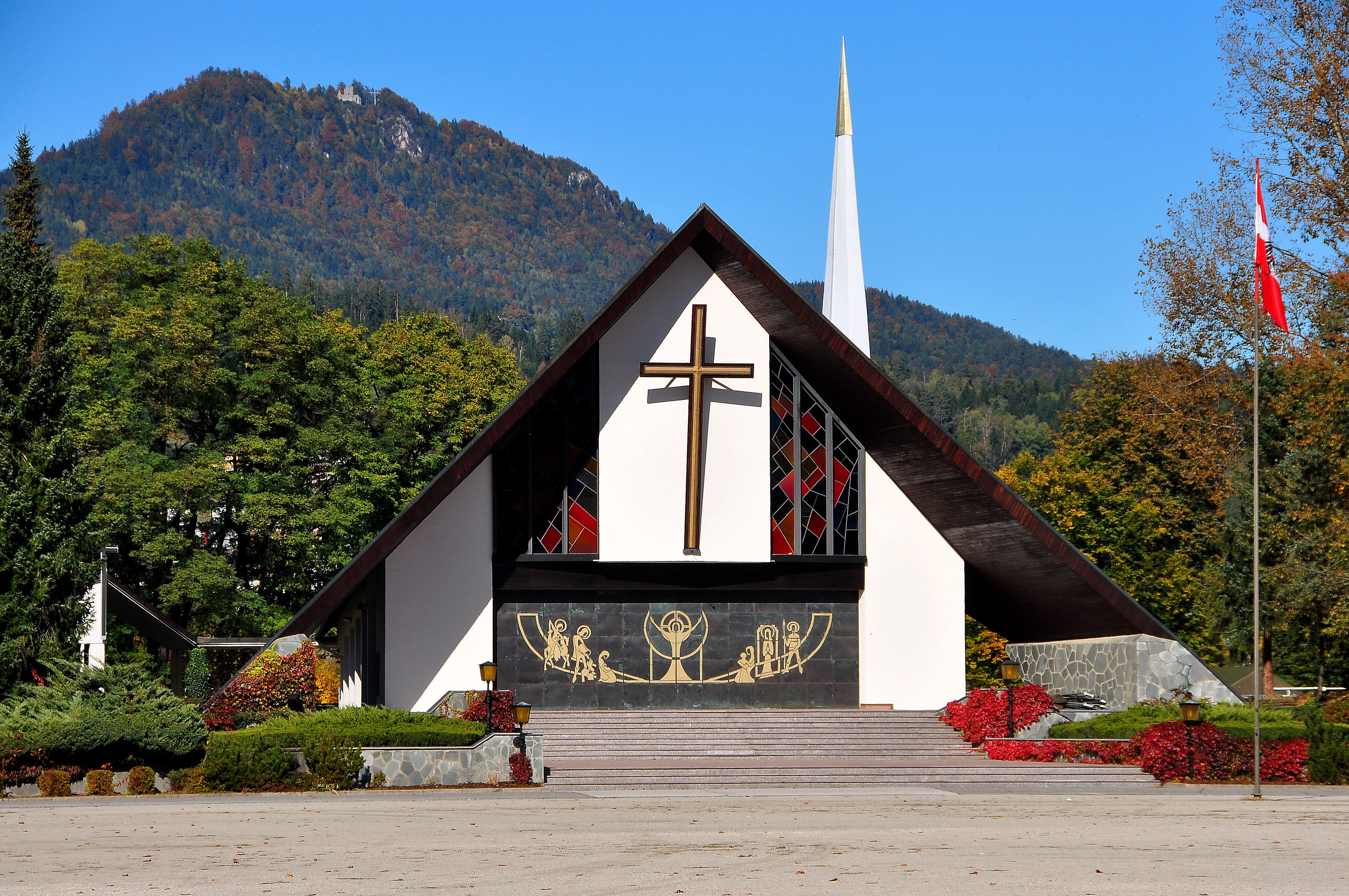
Die 1986 errichtete Soldatenkirche

1968 wurde zwischen Sport- und Antreteplatz eine Garnisonskirche mit Begegnungszentrum errichtet, welche nicht nur von Soldaten, sondern auch von der Zivilbevölkerung genutzt werden kann.
2007 wurden auf Initiative des damaligen Vorsitzenden des Mauthausen-Komitees Peter Gstettner unter Verteidigungsminister Norbert Darabos die Fresken im Speisesaal und im Offizierskasino, welche überlebensgroße Darstellungen von SS-Soldaten und Kriegsszenen zeigten, durch vom Grazer Künstler Richard Kriesche künstlerisch ausgestaltete Glasplatten abgedeckt. Die auf den Glasplatten angebrachten großen Wörter sollen die den Krieg und das (deutsche) Soldatentum verherrlichenden Fresken der NS-Zeit in der heutigen Zeit kontextualisieren.

## Auf- und Ausbau

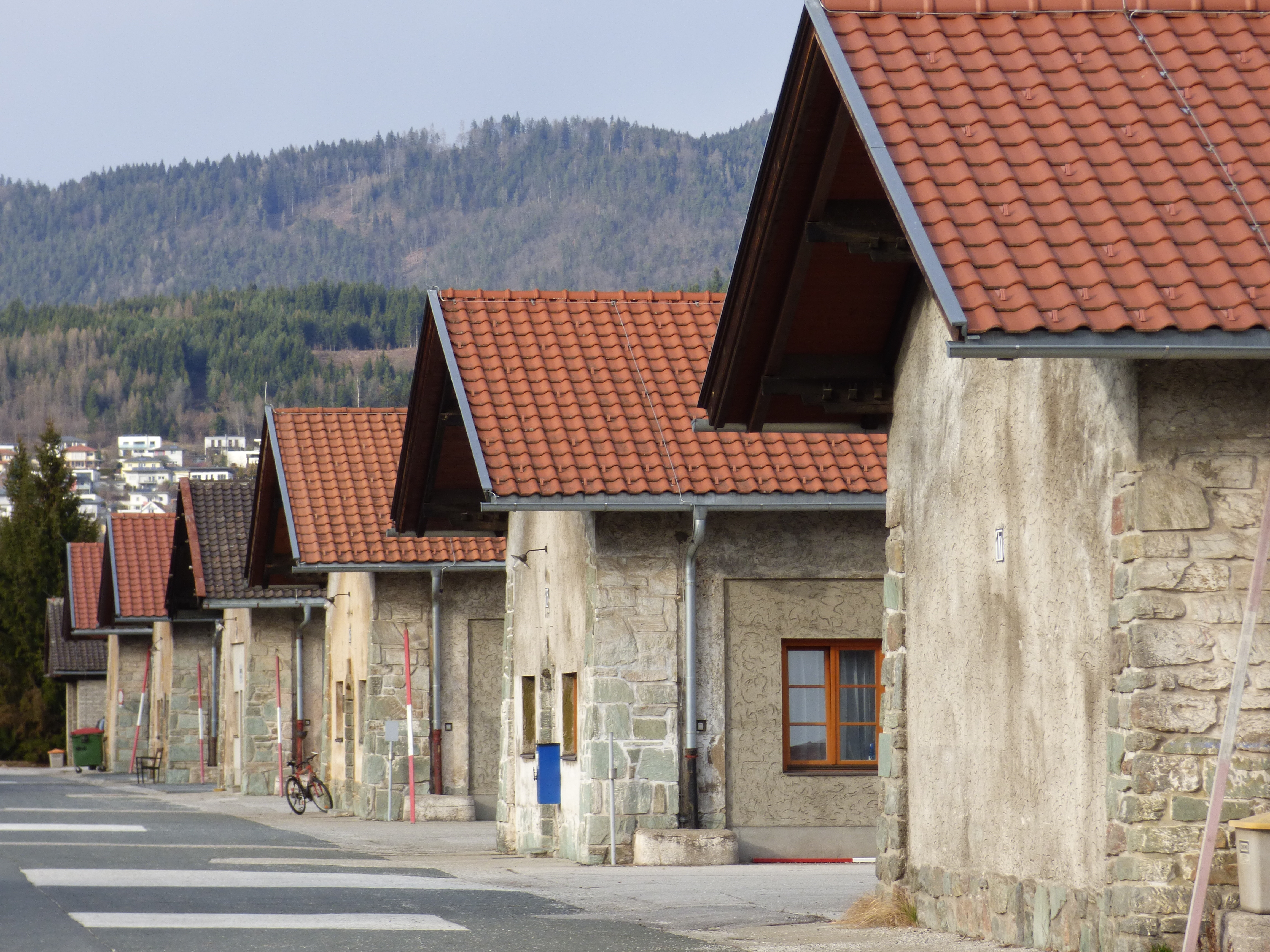
Die Fahrzeughallen als Beispiel des oberbayrischen „Mitterwalder“ Prototyps

Die Kaserne selbst besitzt einen zentral gelegenen und – im Bezug zur Größe der Kaserne gesehen – vergleichsweise großen Antreteplatz. Mittig zum Antreteplatz befindet sich der Speise- und Festsaal. Seitlich des Wirtschaftsgebäudes des Speisesaals befinden sich die Mannschaftsunterkünfte. Auf der gegenüber liegenden Seite des Antreteplatzes befinden sich die Garagen.
Der Baustil der Gebäude entspricht dem oberbayrischen „Mitterwalder“ Prototyp mit ausladendem Dachgebälk, Bruchsteinmauerwerk und Schindeldächern.